# Drietongetje
Het drietongetje (Centromerus persimilis) is een spinnensoort in de taxonomische indeling van de hangmatspinnen (Linyphiidae).
Het dier komt uit het geslacht Centromerus. Het drietongetje werd in 1912 beschreven door Octavius Pickard-Cambridge.